# Ephemerides Zagrabienses
Ephemerides Zagrabienses bile su novine na latinskom jeziku koje su izlazile u Zagrebu.
Počele su izlaziti 1771. godine. Izdavač je bio Antun Jandera, koji je bio rođenjem iz Češke. Urednik nije poznat do danas. Nije sačuvan ni jedan primjerak ovog lista. O ovom se listu znade preko drugih izvora.

## Vanjske poveznice
- Culturenet 'Kraglski Dalmatin' prve novine na hrvatskom jeziku